# Raimo Ylipulli
Raimo Esko Tapio Ylipulli (Rovaniemi, 13 giugno 1970) è un ex saltatore con gli sci finlandese.
È fratello del combinatista nordico Jukka e del saltatore con gli sci Tuomo, a loro volta sciatori nordici di alto livello.

## Biografia
In Coppa del Mondo esordì il 16 febbraio 1986 a Vikersund (14°) e ottenne il primo podio il 30 marzo 1991 a Štrbské Pleso (3°).
In carriera prese parte a un'edizione dei Giochi olimpici invernali, Lillehammer 1994 (18° nel trampolino lungo, 5° nella gara a squadre), e a una dei Campionati mondiali, vincendo una medaglia.

## Palmarès

### Mondiali
- 1 medaglia:
  - 1 argento (gara a squadre a Val di Fiemme 1991)

### Coppa del Mondo
- Miglior piazzamento in classifica generale: 14º nel 1992
- 3 podi (1 individuale, 2 a squadre):
  - 1 secondo posto (a squadre)
  - 2 terzi posti (1 individuale, 1 a squadre)